# ISO 3166-2:BW
ISO 3166-2:BW — стандарт Международной организации по стандартизации, который определяет геокоды. Является подмножеством стандарта ISO 3166-2, относящимся к Ботсване. Стандарт охватывает 9 округов Ботсваны. Каждый геокод состоит из двух частей: кода Alpha2 по стандарту ISO 3166-1 для Ботсваны — BW и дополнительного кода, записанных через дефис. Дополнительный двухбуквенный код образован созвучно названию округа. Геокоды округов Ботсваны являются подмножеством кодов домена верхнего уровня — BW, присвоенного Ботсване в соответствии со стандартами ISO 3166-1.

## Геокоды Ботсваны
Геокоды 9 округов административно-территориального деления Ботсваны
| Геокод | Административная единица | Статус |
| ------ | ------------------------ | ------ |
| BW-GH  | Ганзи                    | округ  |
| BW-KG  | Кгалагади                | округ  |
| BW-KL  | Кгатленг                 | округ  |
| BW-KW  | Квененг                  | округ  |
| BW-NE  | Северо-Восточный округ   | округ  |
| BW-NW  | Северо-Западный          | округ  |
| BW-CE  | Центральный              | округ  |
| BW-SE  | Юго-Восточный            | округ  |
| BW-SO  | Южный                    | округ  |

## Геокоды пограничных Ботсване государств
- Намибия — ISO 3166-2:NA (на западе и севере),
- Замбия — ISO 3166-2:ZM (на северо-востоке),
- Зимбабве — ISO 3166-2:ZW (на востоке),
- Южно-Африканская Республика ISO 3166-2:ZA (на юге).